# Coupe d'Italie de football 1976-1977
Navigation
Coupe d'Italie 1975-1976 Coupe d'Italie 1977-1978
La Coupe d'Italie de football 1976-1977, est la 30e édition de la Coupe d'Italie.

## Déroulement de la compétition

### Participants

#### Serie A (D1)
Les 16 clubs de Serie A sont engagés en Coupe d'Italie.

#### Serie B (D2)
Les 20 clubs de Serie B sont engagés en Coupe d'Italie.

## Résultats

### Premier tour
Le tenant du titre, SSC Naples est exempté du premier tour, les 35 participants sont répartis dans sept groupes de 5 et se rencontrent une fois. Les 7 premiers de groupe se qualifient pour le deuxième tour.

### Deuxième tour

#### Groupe A
| Rang | Équipe     | Pts | J | G | N | P | Bp | Bc | Diff |
| ---- | ---------- | --- | - | - | - | - | -- | -- | ---- |
| 1    | Milan AC   | 11  | 6 | 5 | 1 | 0 | 15 | 3  | +12  |
| 2    | FC Bologne | 6   | 6 | 2 | 2 | 2 | 6  | 7  | -1   |
| 3    | SSC Naples | 6   | 6 | 2 | 2 | 2 | 4  | 5  | -1   |
| 4    | S.P.A.L.   | 1   | 6 | 0 | 1 | 5 | 0  | 10 | -10  |

#### Groupe B
| Rang | Équipe            | Pts | J | G | N | P | Bp | Bc | Diff |
| ---- | ----------------- | --- | - | - | - | - | -- | -- | ---- |
| 1    | Inter Milan       | 9   | 6 | 3 | 3 | 0 | 7  | 2  | +5   |
| 2    | Juventus          | 6   | 6 | 2 | 2 | 2 | 8  | 7  | +1   |
| 3    | Lanerossi Vicence | 5   | 6 | 2 | 1 | 3 | 9  | 11 | -2   |
| 4    | US Lecce          | 4   | 6 | 0 | 4 | 2 | 4  | 8  | -4   |

### Finale
La finale se joue le 3 juillet 1977 au Stade San Siro de Milan devant 58 464 spectateurs, le Milan AC remporte son quatrième titre en battant l'Inter Milan deux à zéro.
| Club     | Score | Club        |
| -------- | ----- | ----------- |
| Milan AC | 2-0   | Inter Milan |